# 메소드연기 (영화)
"메소드연기"는 2020년에 개봉한 대한민국의 영화이다. 

## 출연진
- 이동휘 : 박경수 역
- 정순원 : 정감독 역
- 김휘규 : 매니저 역
- 김인경 : 스크랩터 역
- 이하음 : 조감독 역
- 김태백 : 태런트킴 역
- 김윤배 : 거식증 환자 1 역
- 구동훈 : 거식증 환자 2 역
- 권화운 : 편의점 사장 역
- 이정찬 : 편의점 손님 역
- 조승범 (우정출연)